# شاطئ الزجاج (هانابيبي)

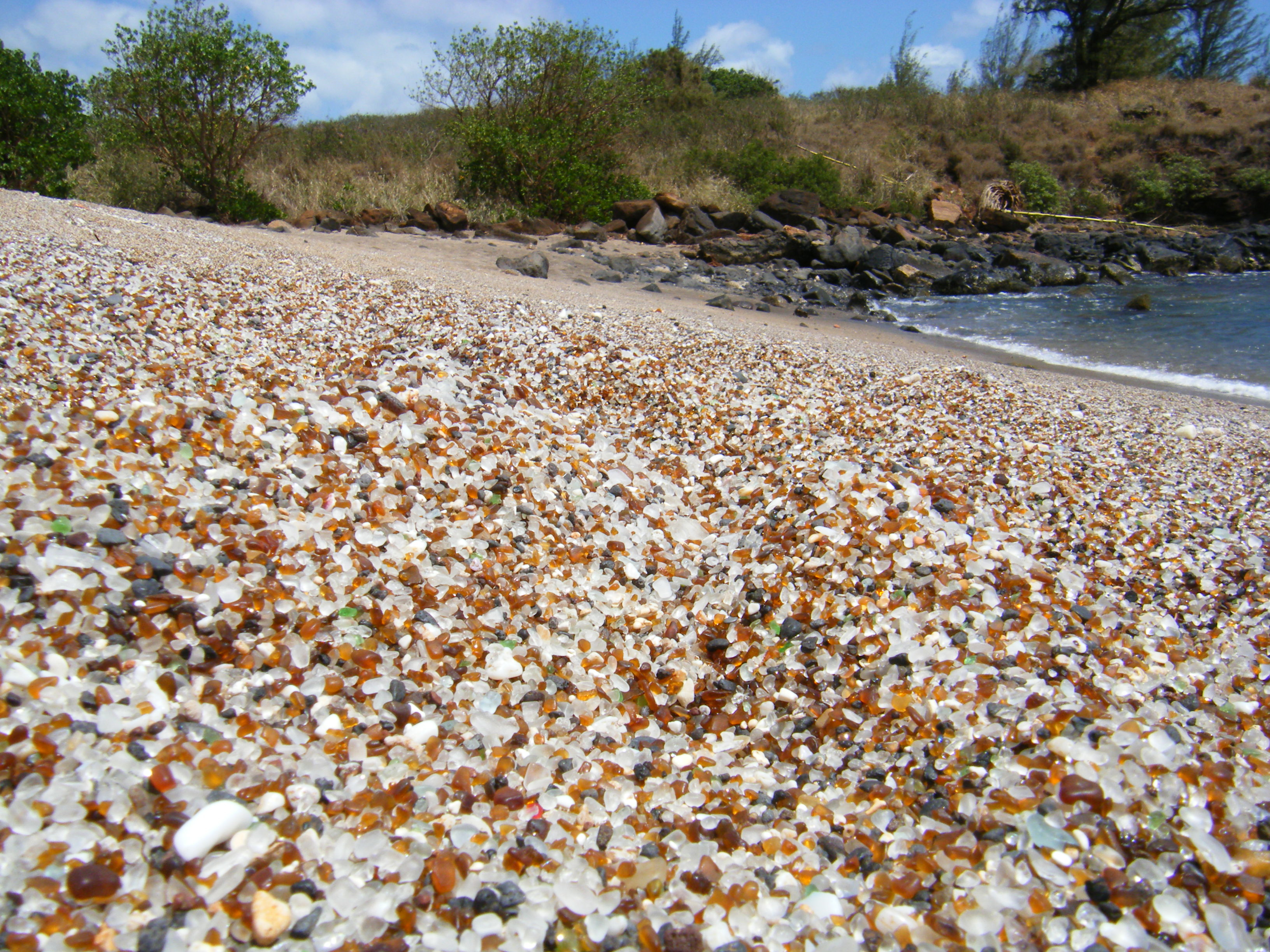
شاطئ الزجاج في هاواي

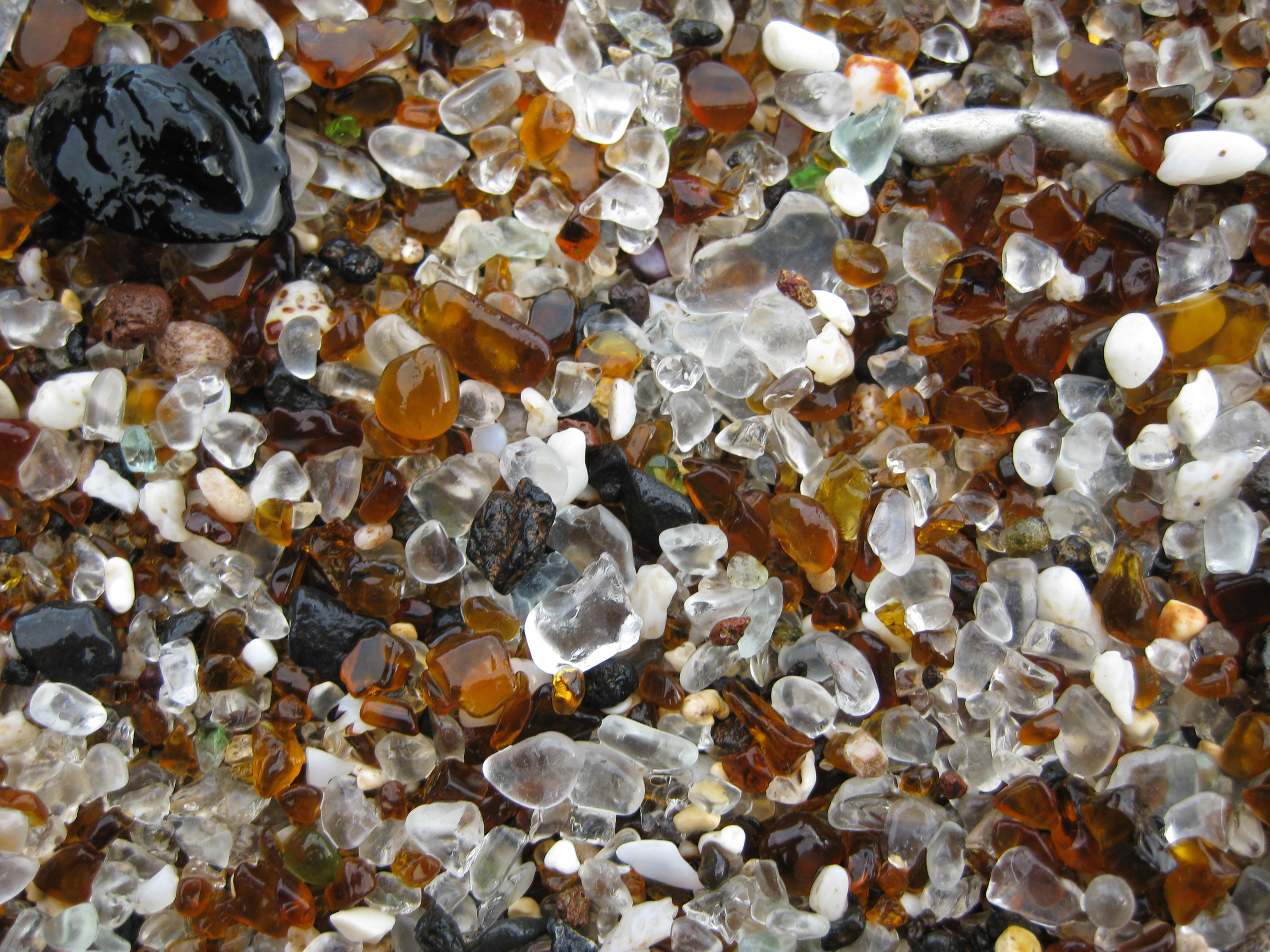
صورة مقربة لزجاج الشاطئ

شاطئ الزجاج في هانابيبي يقع في المنطقة الصناعية في كاواي في هاواي. وهو مكون بقايا الزجاج المرمي في البحر. هو في خليج هانابيبي بالقرب من ميناء ألين هاربور. صخور الشاطئ هي من البازلت ولكن الزجاج تراكم من رمي النفايات.

## وصلات خارجية
- شاطئ الزجاج (هانابيبي) على يوتيوب
- معلومات عن شاطئ الزجاج في كاواي